# BECK'S COFFEE SHOP
BECK'S COFFEE SHOP（ベックス・コーヒーショップ）は、東日本旅客鉄道（JR東日本）の子会社であるJR東日本クロスステーションフーズカンパニーが運営およびフランチャイズ展開しているコーヒーショップ

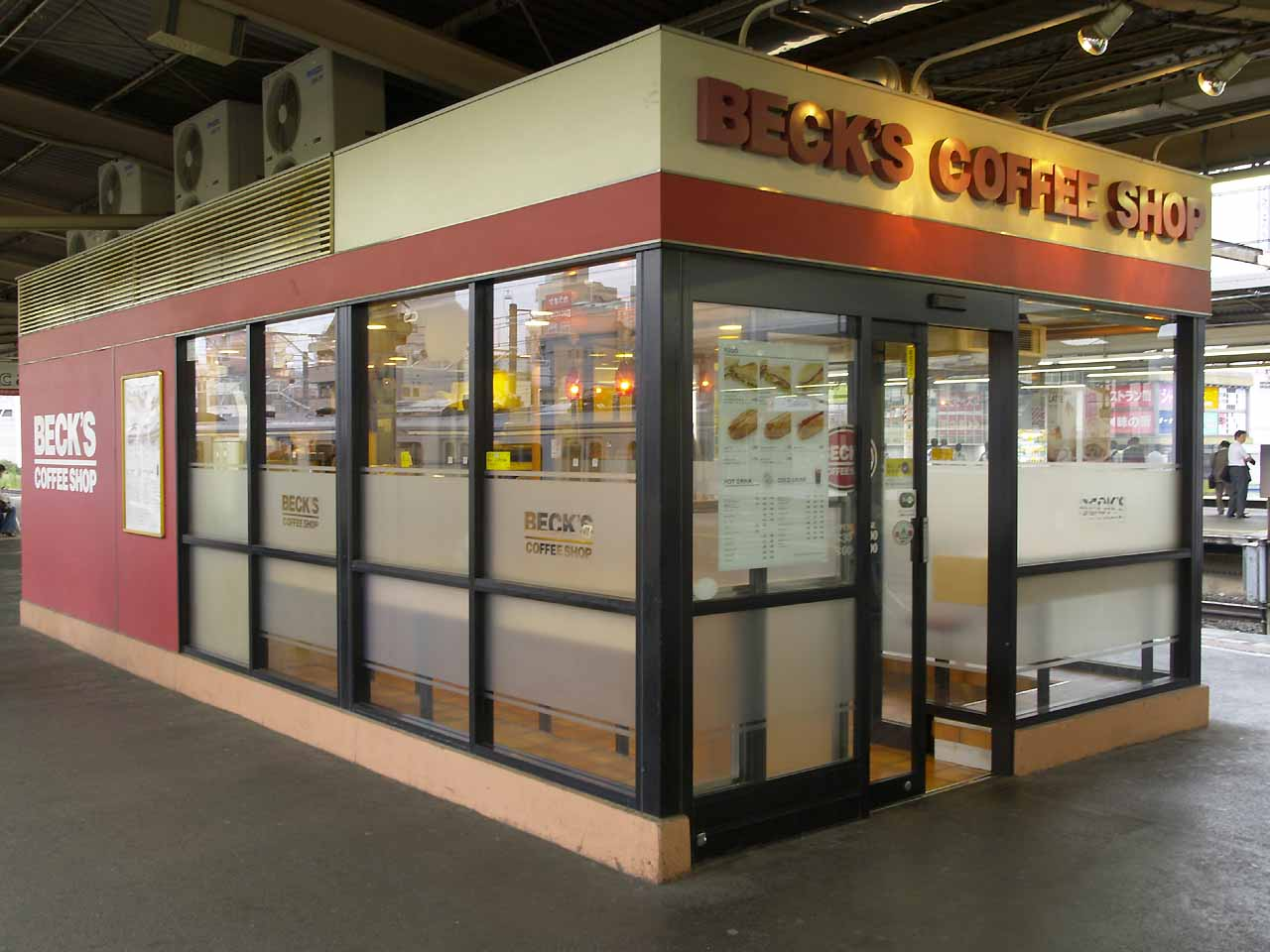
錦糸町駅ホーム店

チェーン。関東を中心にJR東日本の駅構内（駅ナカ）および駅の周辺に店舗を展開している。

## サービス

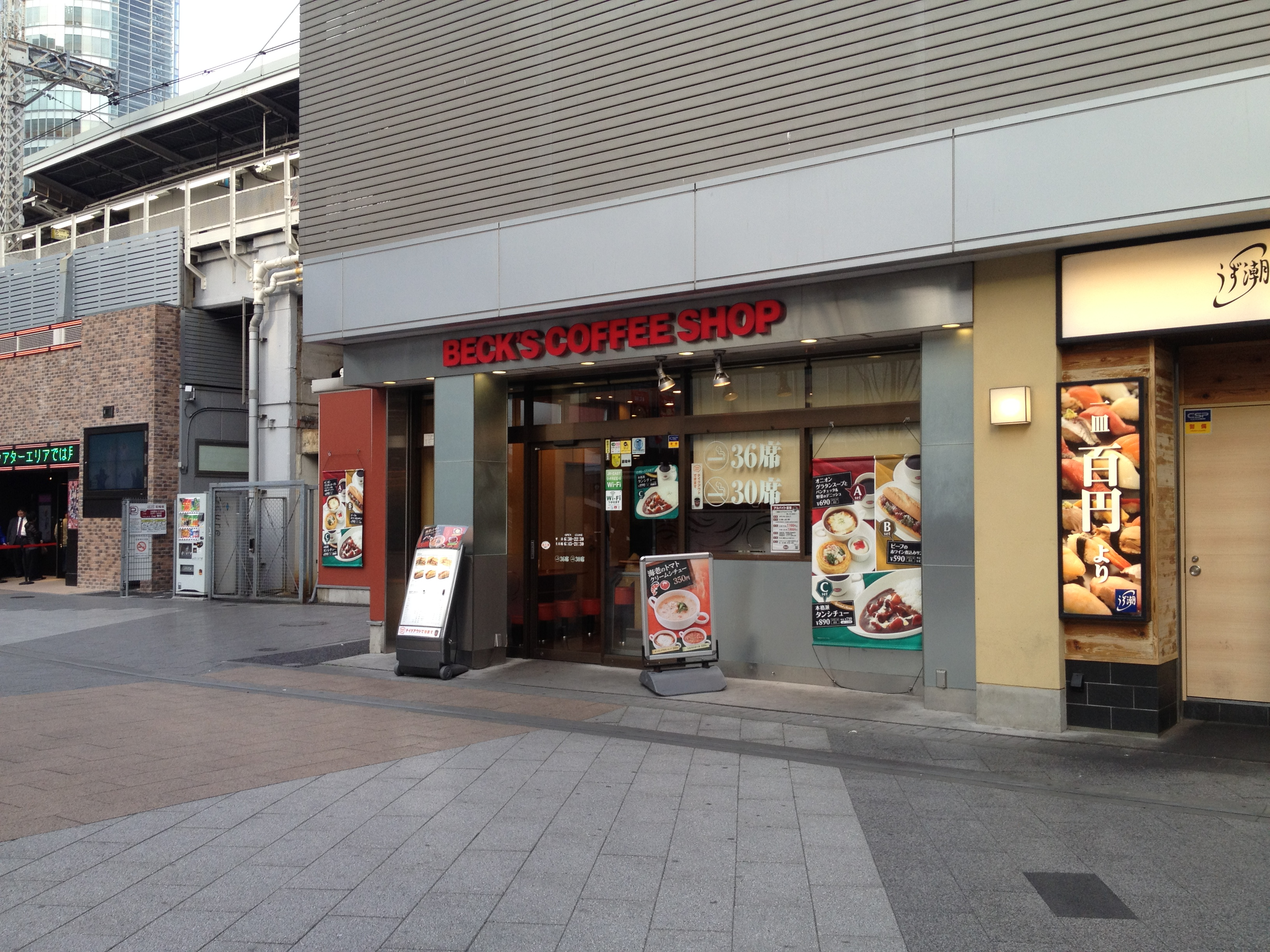
秋葉原電気街口店

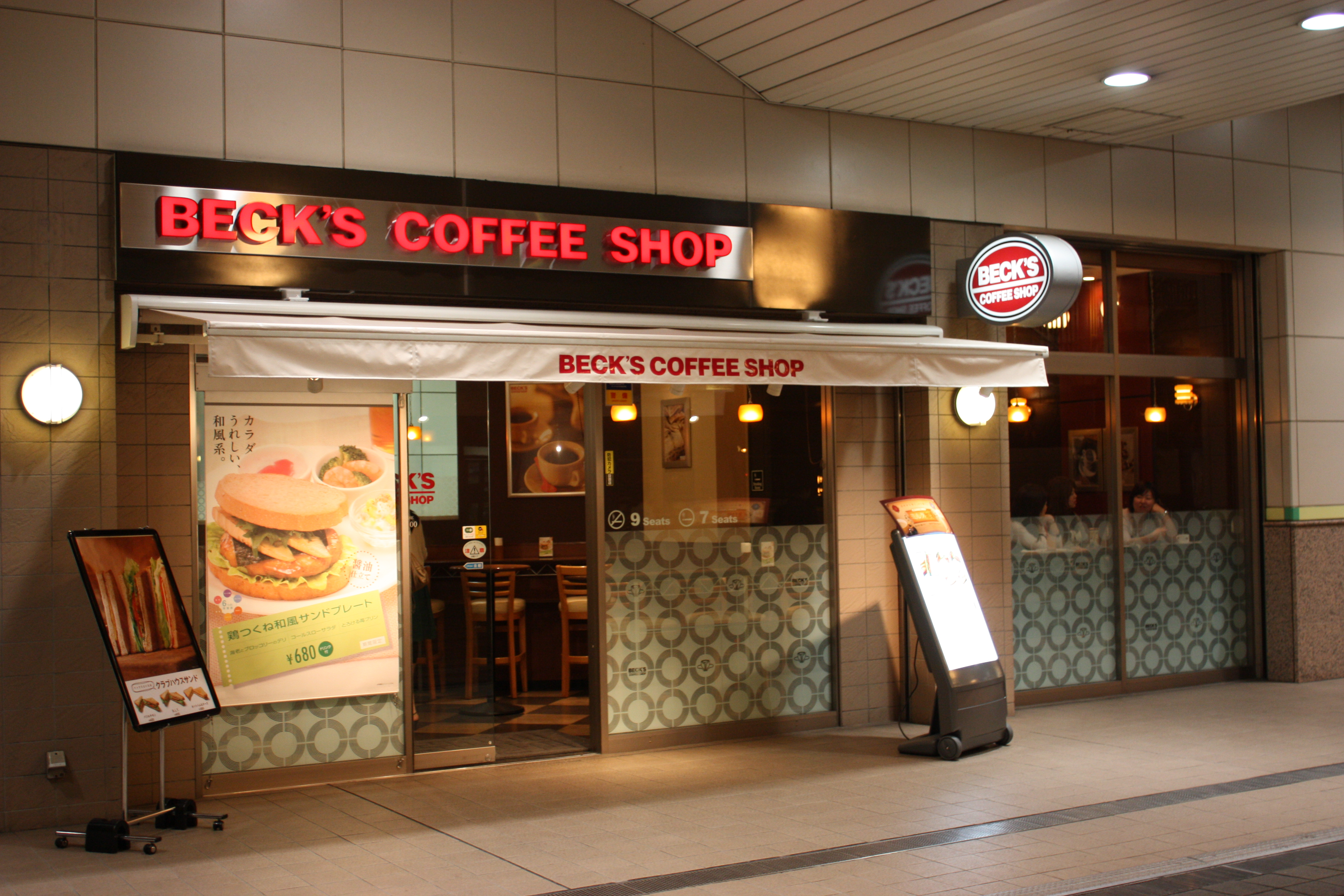
舞浜店

コーヒーは作り置きをせず注文を受けてからコーヒー豆を挽き始めるなど、品質の高さを売りにしている。またアイスコーヒーに関しては、時間をかけて水から抽出する「水出し方式」で作っているなど、味だけでなく作り方にもこだわりが窺える。
その他にホットドッグやサンドウィッチ、ケーキなどのファーストフードも取り扱っており、こちらも品質を重視している。なお値段は「水出しアイスコーヒー」の場合、250円（Sサイズ）からとほかのコーヒーチェーンと比べて安価に設定されている。
JR東日本クロスステーションが運営していたハンバーガー・ベーカリーカフェの「Becker's」と同様に、全店舗でSuica及びそれと連携する交通系電子マネーを利用した「Suica電子マネー」での支払いが可能である。
一部店舗ではソフトバンクテレコムの公衆無線LANサービス「BBモバイルポイント」のアクセスポイントを設置している。

## BECK'S STATION LOUNGE
2021年2月26日からさいたま新都心駅で開業する新業態。
Suica等交通系電子マネー専用精算システムを出入口に設け、滞在時間に応じて課金する「時間課金制システム」を導入。入店中はドリンクやソフトクリームをセルフサービスにて自由に利用できる。ケーキ・サンドイッチ等の軽食も販売しており、交通系電子マネーで購入できる等、すべてキャッシュレス決済で対応。一人で利用できるコワーキング型の座席、フリーWi-Fi、喫煙室、電話ブース、各席にコンセントと電源タップ、USB充電を設置している。